# Tamagario
Le tamagario est une langue papoue parlée en Indonésie dans la province de Papouasie, au nord de l'île de Yos Sudarso.

## Classification
Le tamagario constitue avec l'atohwaim et le kayagar les langues kayagar, une des familles de langues papoues.

## Sources
- (en) Harald Hammarström, Robert Forkel, Martin Haspelmath, Sebastian Bank, Glottolog, Tamagario.